# Stellingen over Feuerbach

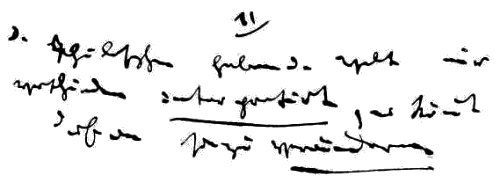
Stelling 11 uit het manuscript

De Stellingen over Feuerbach zijn elf aantekeningen die Karl Marx in 1845 maakte bij het werk van de Duitse filosoof Ludwig Feuerbach. De Stellingen werden voor het eerst gepubliceerd (in geredigeerde vorm) als appendix bij Friedrich Engels' Ludwig Feuerbach en het einde van de klassieke Duitse filosofie in 1886, drie jaar na Marx' dood.

## Inhoud
Feuerbach was, net als Marx aanvankelijk, een navolger van de filosoof Hegel en werd geassocieerd met de jong-hegelianen. Hij verruilde Hegels idealisme echter voor een materialistische filosofie en baseerde daarop zijn religiekritiek.
Marx meende echter dat Feuerbach was blijven steken in het idealisme, in de zin dat hij zich als denker buiten de werkelijkheid had geplaatst om deze alleen te beschouwen, in plaats van in de wereld te staan en in te grijpen. De Stellingen bevatten een kritiek van deze houding, waaruit geen revolutionaire politieke consequenties getrokken kunnen worden. Marx verwoordt dit het bondigst in stelling 10:
Het oude materialisme staat op het standpunt van de burgerlijke maatschappij; het nieuwe op dat van de menselijke maatschappij of de maatschappelijke mensheid,
en in de beroemd geworden stelling 11:
De filosofen hebben de wereld slechts verschillend geïnterpreteerd; het komt erop aan haar te veranderen.